# Tal Ben Haim (calciatore 1989)
Tal Ben Haim (in ebraico טל בן חיים‎?; Rishon LeZion, 5 agosto 1989) è un ex calciatore israeliano, di ruolo attaccante.

## Statistiche

### Presenze e reti nei club
Statistiche aggiornate al 18 giugno 2017.
| Stagione                 | Squadra                  | Campionato               | Campionato | Campionato | Coppe nazionali | Coppe nazionali | Coppe nazionali | Coppe continentali | Coppe continentali | Coppe continentali | Altre coppe | Altre coppe | Altre coppe | Totale | Totale |
| Stagione                 | Squadra                  | Comp                     | Pres       | Reti       | Comp            | Pres            | Reti            | Comp               | Pres               | Reti               | Comp        | Pres        | Reti        | Pres   | Reti   |
| ------------------------ | ------------------------ | ------------------------ | ---------- | ---------- | --------------- | --------------- | --------------- | ------------------ | ------------------ | ------------------ | ----------- | ----------- | ----------- | ------ | ------ |
| 2006-2007                | Macc. Petah Tiqwa        | Lh                       | 0          | 0          | CI+CdL          | 0+1             | 0               | -                  | -                  | -                  | -           | -           | -           | 1      | 0      |
| 2007-2008                | Macc. Petah Tiqwa        | Lh                       | 5          | 1          | CI+CdL          | 0               | 0               | -                  | -                  | -                  | -           | -           | -           | 5      | 1      |
| 2008-2009                | Macc. Petah Tiqwa        | Lh                       | 24         | 0          | CI+CdL          | 1+1             | 0               | -                  | -                  | -                  | -           | -           | -           | 26     | 0      |
| 2009-2010                | Macc. Petah Tiqwa        | Lh                       | 26+3       | 7+2        | CI+CdL          | 3+3             | 1+0             | -                  | -                  | -                  | -           | -           | -           | 35     | 10     |
| 2010-2011                | Macc. Petah Tiqwa        | Lh                       | 27+3       | 8+2        | CI+CdL          | 1+7             | 0+3             | -                  | -                  | -                  | -           | -           | -           | 38     | 13     |
| 2011-2012                | Macc. Petah Tiqwa        | Lh                       | 28+6       | 9          | CI+CdL          | 3+3             | 1+2             | -                  | -                  | -                  | -           | -           | -           | 40     | 12     |
| Totale Macc. Petah Tiqwa | Totale Macc. Petah Tiqwa | Totale Macc. Petah Tiqwa | 110+12     | 25+4       |                 | 23              | 7               |                    | -                  | -                  |             | -           | -           | 145    | 36     |
| 2012-2013                | Hapoel Tel Aviv          | Lh                       | 21+9       | 6+1        | CI+CdL          | 1+3             | 0+2             | UEL                | 7                  | 1                  | -           | -           | -           | 41     | 10     |
| 2013-2014                | Maccabi Tel Aviv         | Lh                       | 21+8       | 4          | CI              | 1               | 0               | UCL+UEL            | 4+5                | 1+0                | -           | -           | -           | 39     | 5      |
| 2014-2015                | Maccabi Tel Aviv         | Lh                       | 23+7       | 6+1        | CI+CdL          | 3+6             | 0+2             | UCL+UEL            | 4+2                | 2+0                | -           | -           | -           | 45     | 11     |
| 2015-2016                | Maccabi Tel Aviv         | Lh                       | 22+9       | 8+2        | CI+CdL          | 3+1             | 1+1             | UCL                | 12                 | 1                  | -           | -           | -           | 47     | 13     |
| 2016-2017                | Maccabi Tel Aviv         | Lh                       | 21+10      | 10+5       | CI+CdL          | 3+3             | 1+0             | UEL                | 12                 | 3                  | -           | -           | -           | 49     | 19     |
| Totale Maccabi Tel Aviv  | Totale Maccabi Tel Aviv  | Totale Maccabi Tel Aviv  | 87+34      | 28+9       |                 | 20              | 5               |                    | 39                 | 7                  |             | -           | -           | 170    | 48     |
| Totale carriera          | Totale carriera          | Totale carriera          | 218+55     | 59+13      |                 | 47              | 14              |                    | 46                 | 8                  |             | -           | -           | 366    | 94     |

## Palmarès

### Club

#### Competizioni nazionali
- Campionato israeliano: 2

Maccabi Tel Aviv: 2013-2014, 2014-2015
- Coppa d'Israele: 1

Maccabi Tel Aviv: 2014-2015
- Toto Cup: 2

Maccabi Tel Aviv: 2014-2015, 2020-2021
- Supercoppa d'Israele: 1

Maccabi Tel Aviv: 2020